# عبد الله الدملوجي

عبد الله الدملوجي

الدكتور عبد الله بن سعيد بن عبد الرحمن بن عبد الله أفندي الدملوجي (ولد في الموصل سنة 1890- توفي عام 1971 ) طبيب وسياسي ودبلوماسي عراقي الجنسية. كان أول وزير خارجية للملك عبد العزيز آل سعود.
عمل الدملوجي طبيبا خاصا للملك عبد العزيز ، عندما كان أميرا لنجد، ثم عينه مستشارا له، وحضر الدملوجي مؤتمر العقير في ديسمبر 1922، ووقع بروتوكول العقير مع الحكومة العراقية مندوبا عن الملك عبد العزيز. وعهد إليه الملك عبد العزيز بإدارة الشؤون الخارجية بعد دخول الحجاز. وفي عام 1928 عاد الدملوجي إلى العراق، وعينته الحكومة العراقية قنصلا عاما للعراق في القاهرة. قال مير بصري في كتابه (أعلام الوطنية والقومية) "وسئم الدملوجي الإقامة في حاشية ملك الحجاز ونجد فعاد إلى العراق سنة 1929 م وعيّنه صديقه نوري السعيد قنصلاً عاماً في مصر فوزيراً للخارجية العراقية".